# Standerdmolen Ter Haar
De standerdmolen in Ter Haar bij Ter Apel is de enige originele standerdmolen in de provincie Groningen.
De molen werd naar alle waarschijnlijkheid rond 1619 in Bourtange gebouwd en werd aldaar in 1831 afgebroken om in 1832 in Ter Haar weer te worden opgebouwd voor Frederik Maarsingh. In de loop der jaren is de molen regelmatig gerestaureerd. De laatste grote restauratie vond in 1986 plaats. Hierbij werden veel onderdelen vernieuwd, maar werd de molen wel weer als koren- en pelmolen maalvaardig gemaakt. Het pelkoppel ligt direct achter het stormbint en wordt aangedreven door de achterste tandkrans van het bovenwiel. De overbrengingsverhouding is 1 : 6,38. Om goed te kunnen pellen moest het gevlucht dus wel snel draaien. De voorste tandkrans van het bovenwiel drijft het maalkoppel aan. Hier is de overbrengingsverhouding 1 : 5,64.
De molen, die eigendom is van de gemeente Westerwolde, wordt zo nu en dan op vrijwillige basis in bedrijf gesteld door de zoon van de laatste beroepsmolenaar. In Bourtange is in 1980 op de oorspronkelijke plaats de Vestingmolen gebouwd, een replica van deze molen.
| Mediabestanden Commons heeft media  bestanden in de categorie Standerdmolen Ter Haar . |

## Fotogalerij

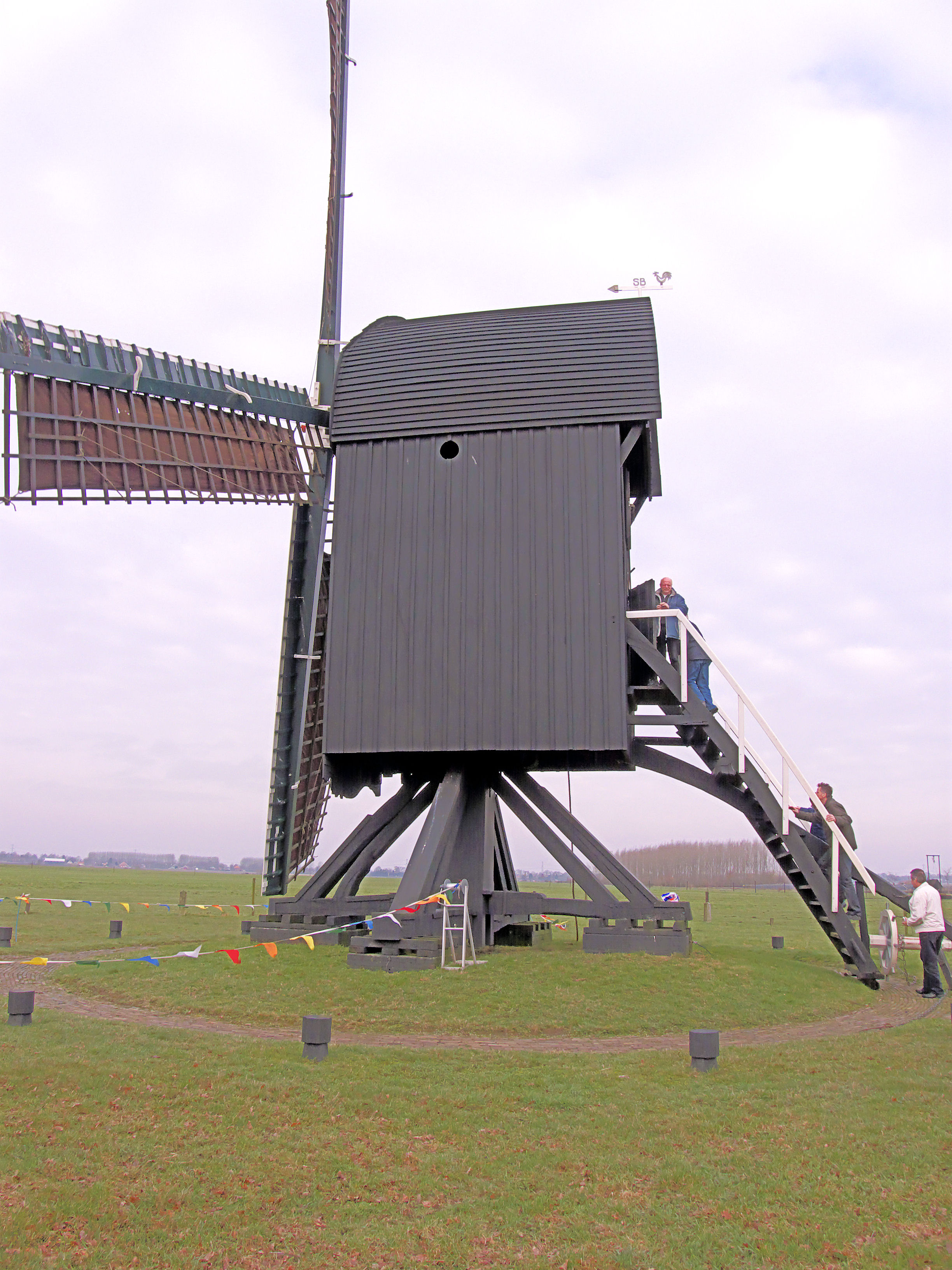
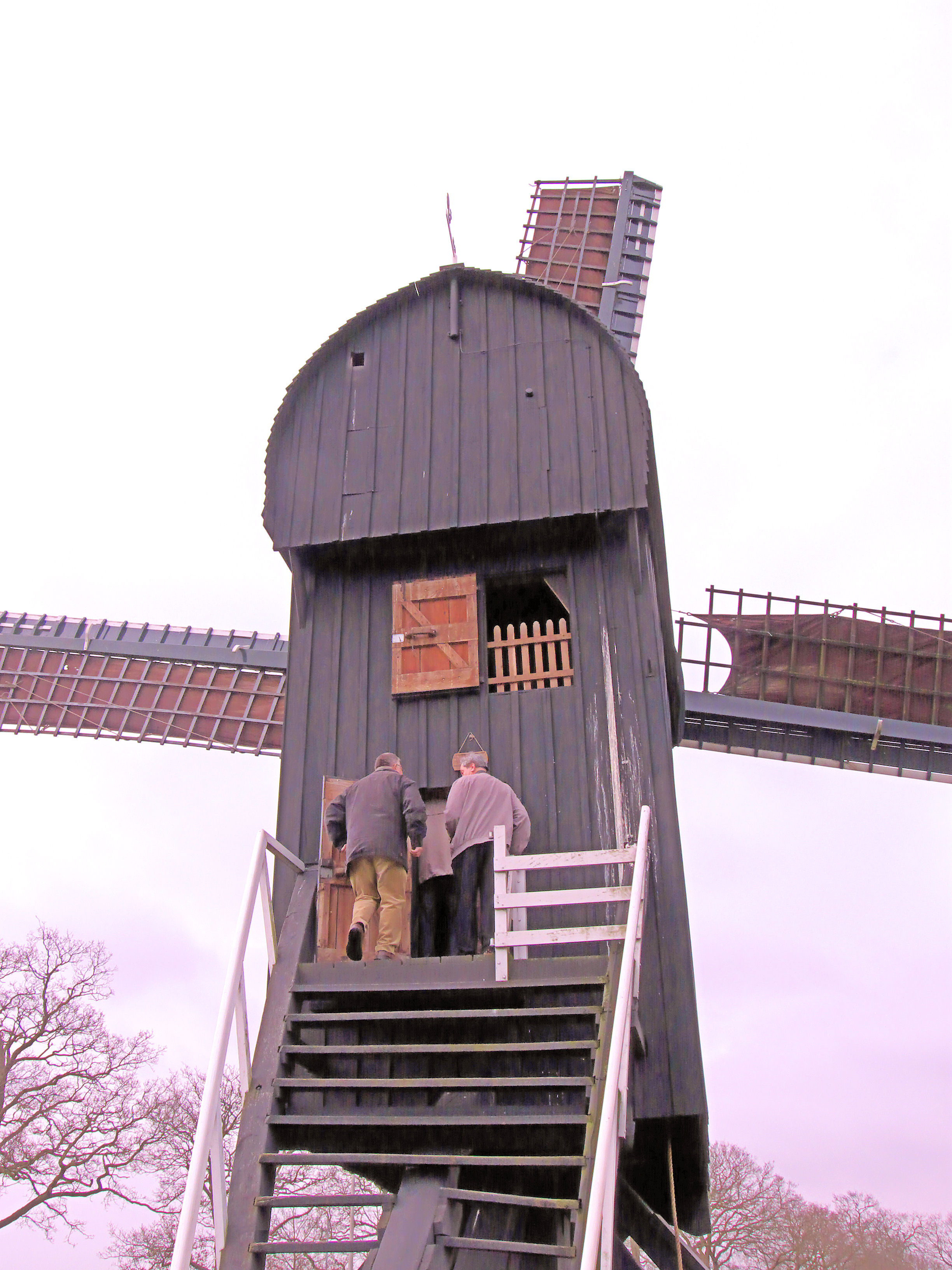
Trapbint
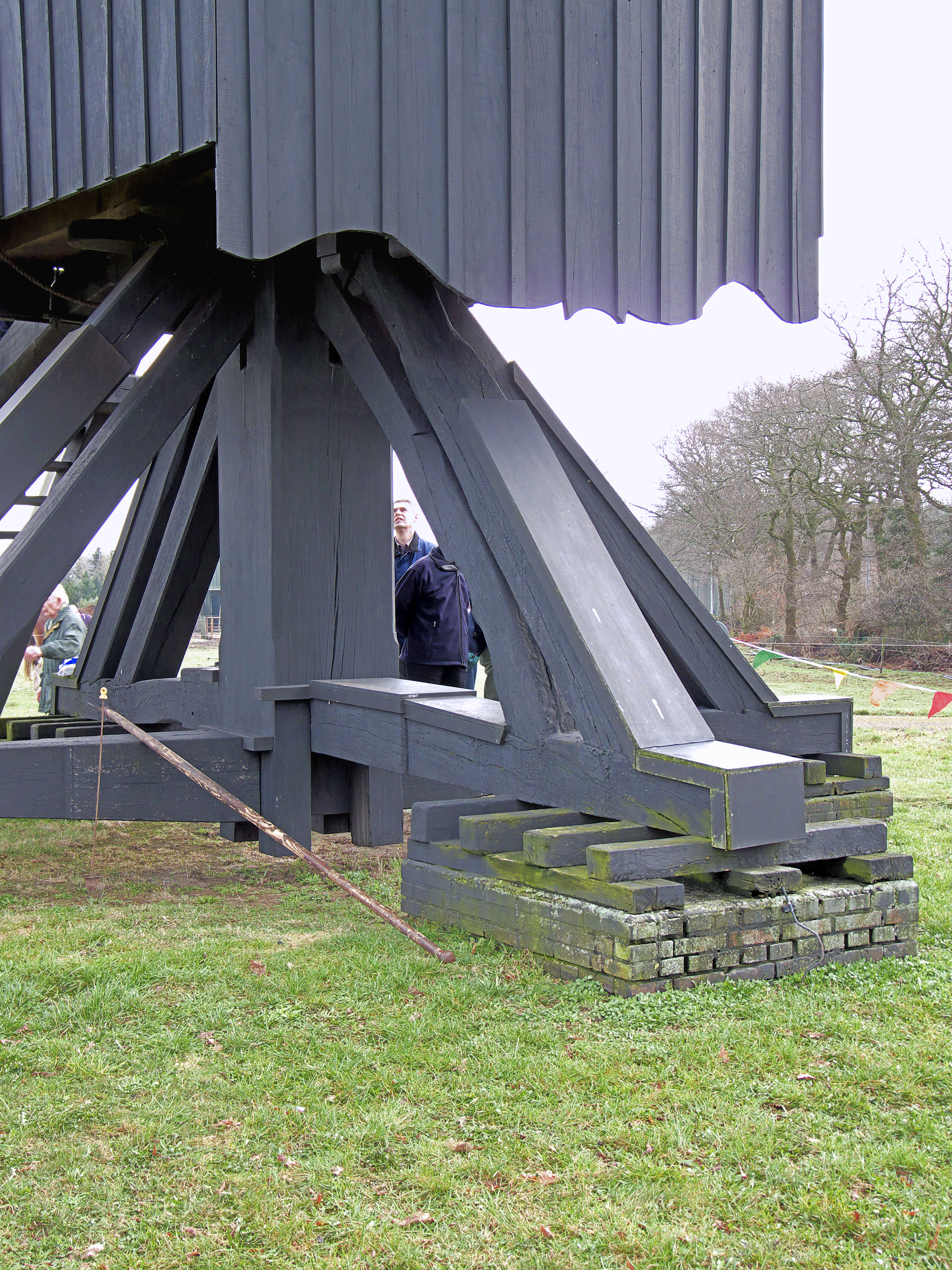
Voet
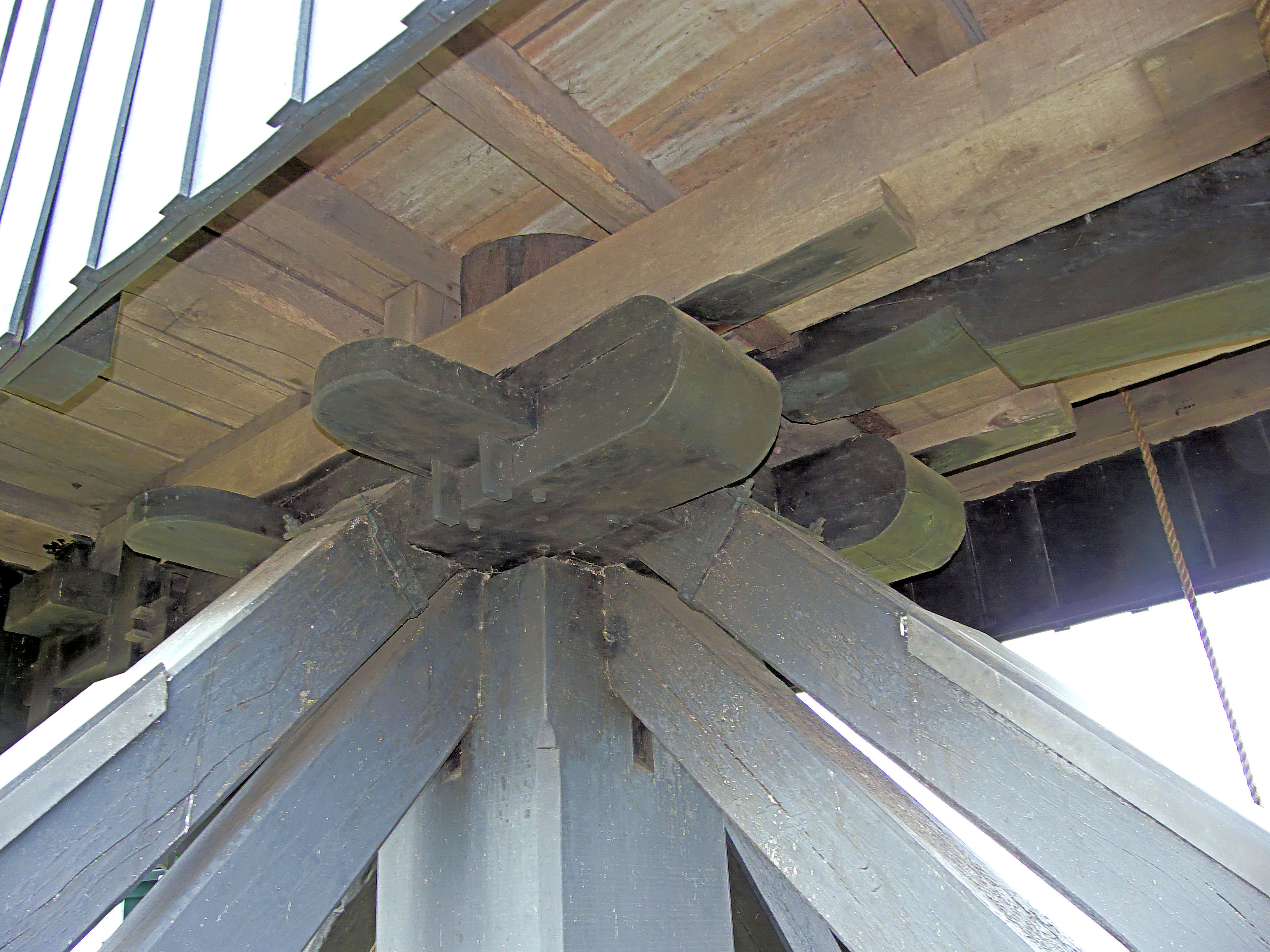
Zetel met slekken
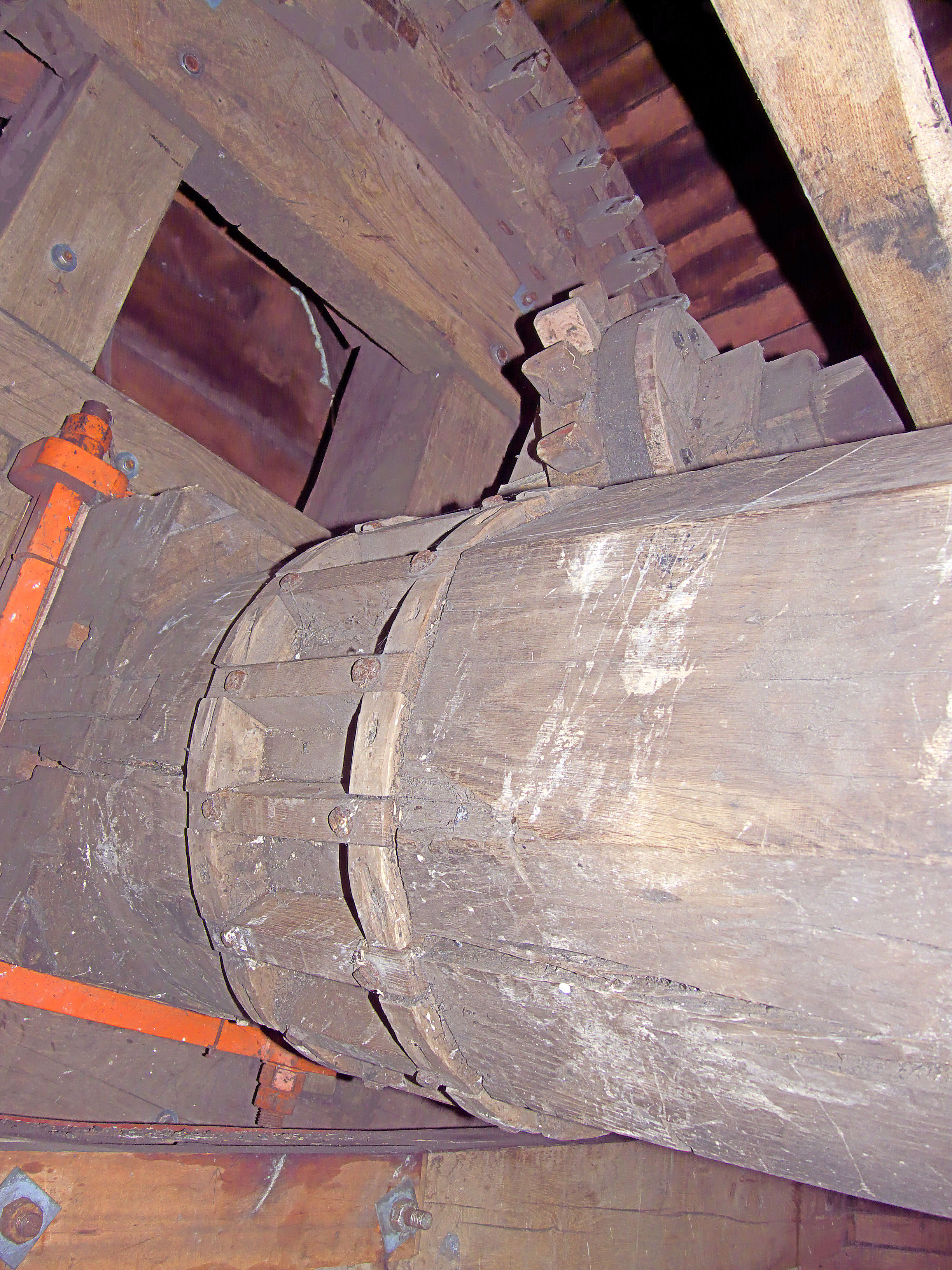
Bovenas met inkepingen voor aandrijving varkenswiel
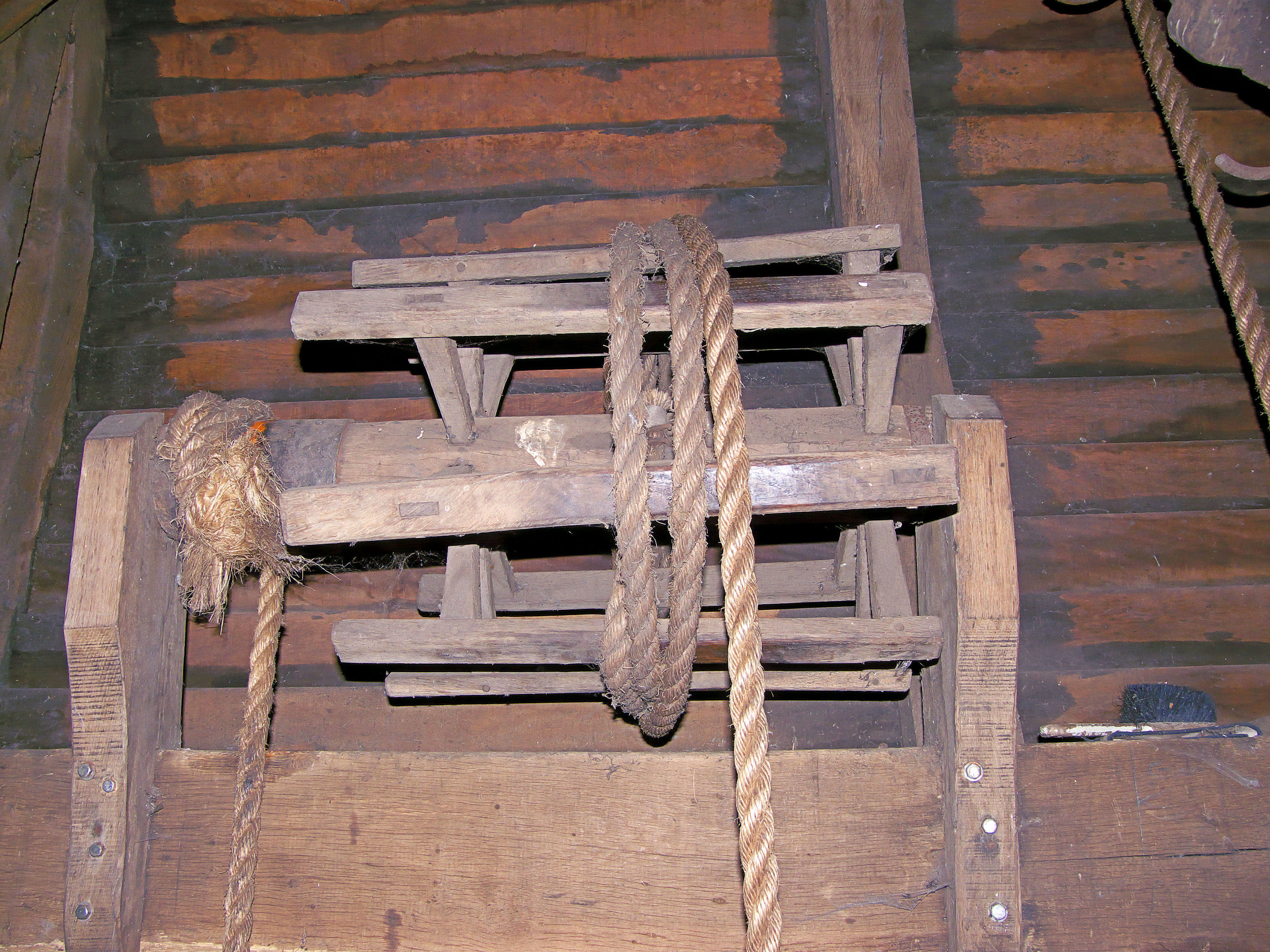
Vangtrommel
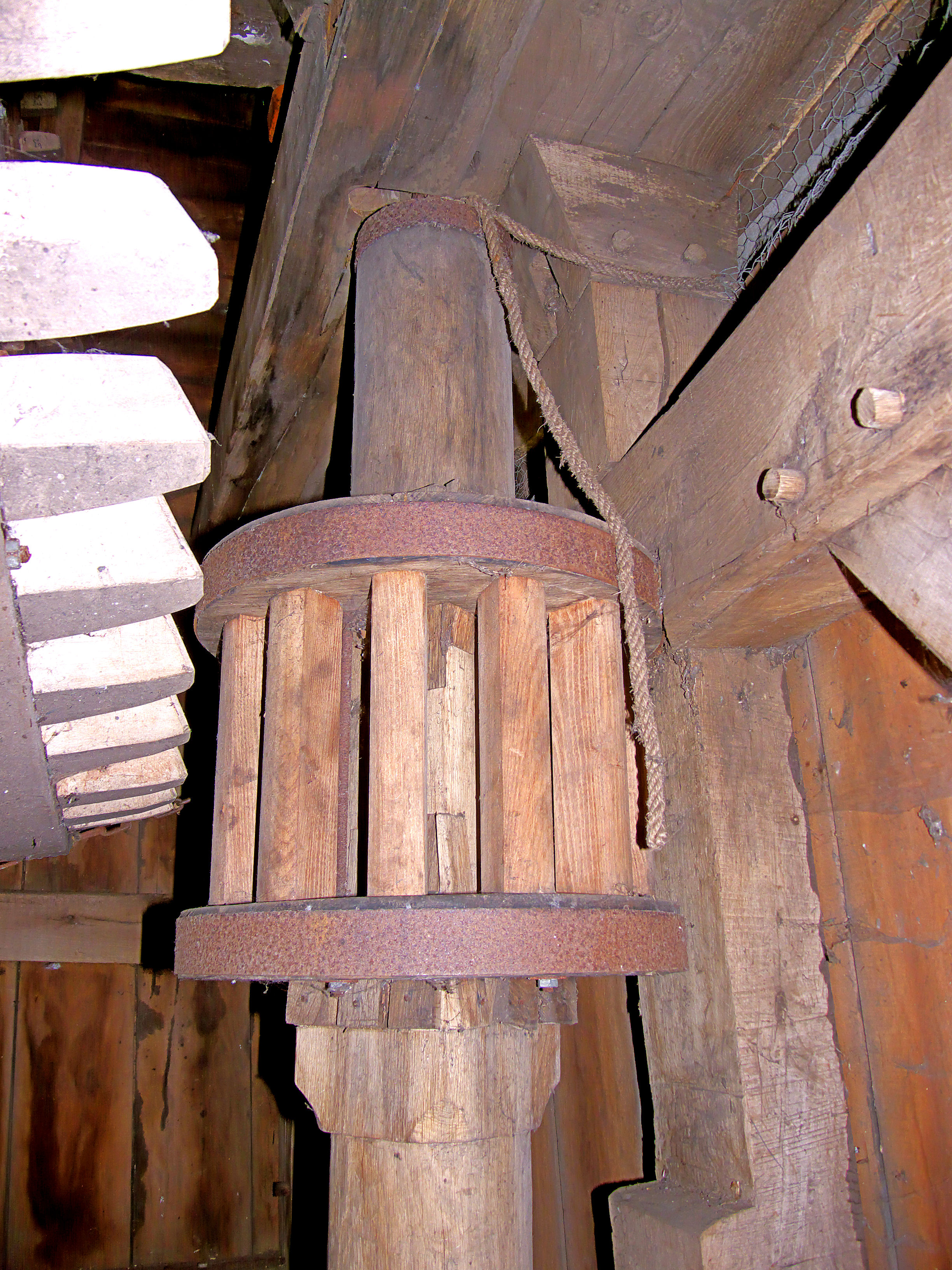
Rondsel pelsteen met achterste tandkrans
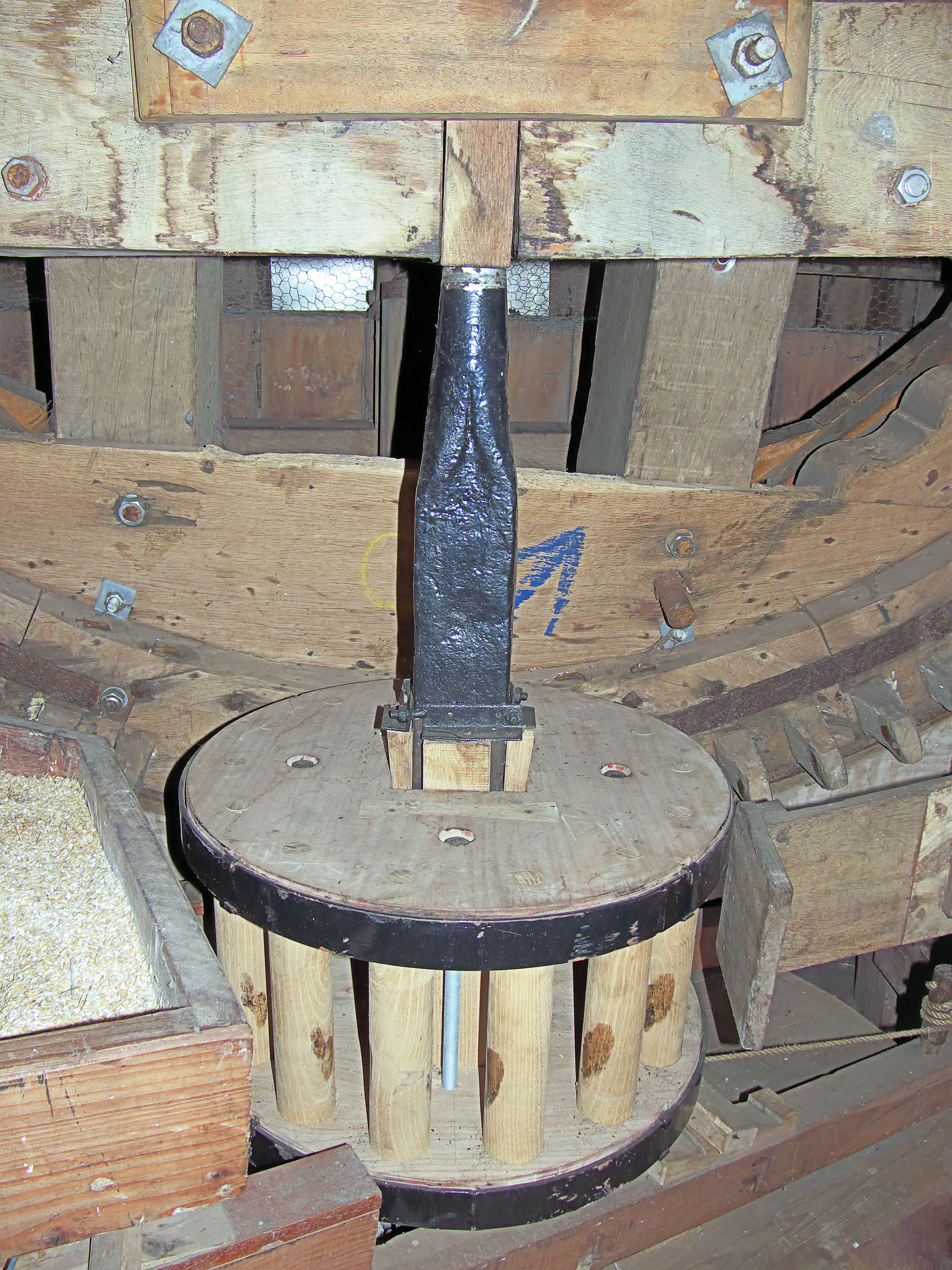
Rondsel maalsteen met voorste tandkrans
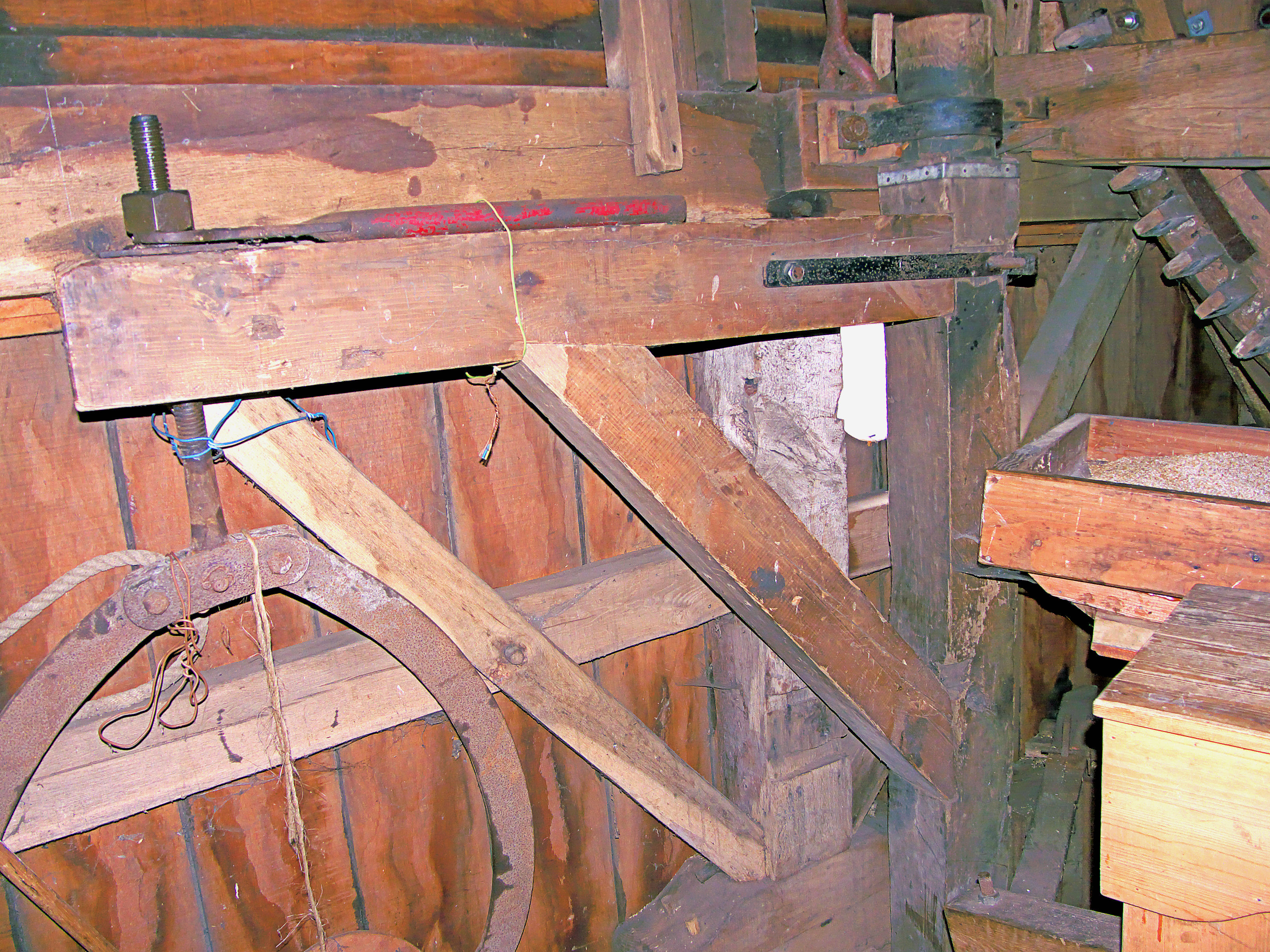
Steenkraan